# Ervedosa (Vinhais)
Ervedosa ist eine Gemeinde (Freguesia) im portugiesischen Kreis Vinhais. In ihr leben 331 Einwohner (Stand 19. April 2021).